# Edoardo Scarfoglio
Edoardo Scarfoglio, né à Paganica, frazione de l'Aquila, le 26 septembre 1860  et mort à Naples le 6 octobre 1917, est un poète, auteur et journaliste italien, précurseur du réalisme italien, un style d'écriture utilisant la langue familière parlée et rejetant le style « ornemental » de la littérature italienne.

## Biographie
Edoardo Scarfoglio est né à Paganica, dans les Abruzzes , mais a vécu et travaillé à Naples une grande partie de sa vie.
En tant qu'écrivain de fiction, le début de sa réputation repose sur le roman Le Procès de Phryne, publié en 1884. Il s'agit du récit du procès de Phryne, une courtisane grecque du IVe siècle av. J.-C., transposé dans la période contemporaine dans une petite ville d'Italie. Dans l'œuvre de Scarfoglio, une jeune femme, Mariantonia, coupable de meurtre, est acquittée simplement parce qu'elle est belle. Ce récit a inspiré un épisode du film d'Alessandro Blasetti sorti en 1952 Altri tempi (Autres Temps), avec Gina Lollobrigida dans le rôle de Phryne/Mariantonia.
En tant que journaliste, Scarfoglio et sa femme, Matilde Serao, célèbre écrivain italienne, ont fondé plusieurs journaux : le Corriere di Roma, le Corriere di Napoli, L'Ora de Palerme, et, le plus important, Il Mattino de Naples, le plus grand quotidien de la ville. Son nom est surtout associé à ce journal, édité depuis de nombreuses années et dont il fut le propriétaire.
Dans les années 1890, comme éditorialiste dans son propre journal, Scarfoglio a soutenu l'expansionnisme italien en Afrique et dans la mer Égée. Il est le père des journalistes Carlo Scarfoglio et Antonio Scarfoglio.
Au début du XXe siècle le couple a publié des œuvres d'écrivains tels que D'Annunzio. 